# 1496 w literaturze
Wydarzenia literackie w 1496 roku.

## Nowe dzieła
- Abrabanel – Ma’aynei haYeshua
- Jan Tritemiusz – De cura pastorali
- Jan Tritemiusz – De duodecim excidiis oberservantiae regularis

## Urodzili się
- 2 sierpnia – Konrad Heresbach, niemiecki humanista (zm. 1576)
- 23 listopada – Clément Marot, francuski poeta (zm. 1544)
- data nieznana – João de Barros, portugalski historyk (zm. 1570)

## Zmarli
- 13 sierpnia – Bornio da Sala, włoski humanista i pisarz (ur. ok. 1400)
- 1 listopada – Filip Kallimach, włoski humanista i pisarz (ur. 1437)